# NGC 173
NGC 173은 고래자리에 위치하며, 지구에서 약 380만 광년 거리에 있는 정상나선은하이다.